# Casey at the Bat
Casey at the Bat er en amerikansk stumfilm fra 1916 af Lloyd Ingraham.

## Medvirkende
- DeWolf Hopper Sr. som Casey.
- Kate Toncray.
- Mae Giraci.
- Carl Stockdale som Hicks.
- William H. Brown som Blodgett.